# Carles Flavià

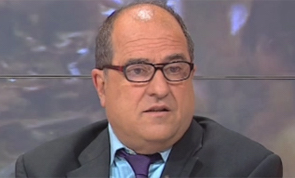
Carles Flavià.

Carles Flavià i Pons (Barcelona, 10 de septiembre de 1945-ibíd., 20 de marzo de 2016) fue un artista polifacético, actor de cine, teatro y televisión, presentador y exsacerdote español.

## Biografía
Flavià estudió en los Hermanos Maristas y en el Instituto Católico de París. Al volver a Barcelona, estudió Teología y fue ordenado sacerdote. Ejerció el sacerdocio en parroquias de Badalona y Santa Coloma de Gramanet hasta que en 1982 colgó los hábitos. Inició entonces un periplo que le llevó a trabajar en diferentes actividades, desde empresario de salas y bares nocturnos a representante artístico de Gato Pérez, la Orquesta Platería y el actor Pepe Rubianes, con quien trabó una íntima amistad que marcó su futuro como actor ya tardío. Entre sus amigos, con quienes compartió desde joven sus andanzas, además de Rubianes se encontraban el actor y cantautor Jaume Sisa, el escritor Sergi Pàmies, el también sacerdote, Manel Pousa o el actor y director teatral, Joan Lluís Bozzo.
Llegó al mundo de la interpretación en 1996, cuando reprochó a Rubianes que su trabajo como humorista no tenía mérito alguno y que cualquiera podía hacerlo, a lo que Rubianes le replicó, entre carcajadas, que se subiera a un escenario y lo demostrase. Flavià se tomó muy en serio el reto y, al año siguiente, en una sala barcelonesa presentó su primer monólogo, Epístoles [de Carles Flavià], una mirada «cínica, sarcástica ..., irónica y profundamente inteligente» sobre su propia vida, con el que construyó un personaje «deslenguado, descreído, hiperbólico y aparentemente enfadado con el mundo pero de una vitalidad desbordante» del que se sirvió a lo largo de su carrera en otros monólogos como Prensamiento, El estado del malestar o El evangelio según Flavià. Rafael Tapounet lo calificó como «maestro de la irreverencia anclada en una profunda comprensión del alma humana».
Intervino en programas de televisión como Crónicas marcianas (con Xavier Sardà) y El club de la comedia; también en las series de Televisión Española, Laura y el El ministerio del tiempo; en TV3 Cataluña en La memòria dels cargols, Majoria absoluta y Pop ràpid y en Barcelona Televisió (BTV) presentó los programas de entrevistas Kaníbal y Jo que sé! y el programa de monólogos Qualsevol nit pots sortir sol (título de una canción de Sisa). En la radio, destacó en el programa de Manel Fuentes, Problemes domèstics. También actuó en teatro en obras como 5hombres.com o en Pis mostra de Max Marieges. En el cine trabajó en películas y cortometrajes con varios directores como Francesc Bellmunt (Lisístrata, 2002) o Ramón de España (Haz conmigo lo que quieras, 2003). Finalmente, fue autor de dos libros, ¡Rubianes, payaso!  (conversaciones a platea vacía) (1996) y La de Dios es Cristo: monólogos comecuras y otras incontinencias verbales (2006).
Falleció en Barcelona como consecuencia de un cáncer acompañado de su pareja y amigos, entre los que se encontraban Joan Manuel Serrat, Sisa, Rafael Moll, Joan Lluís Bozzo o Anna Rosa Cisquella, entre otros.